# Niccolò Baroncelli

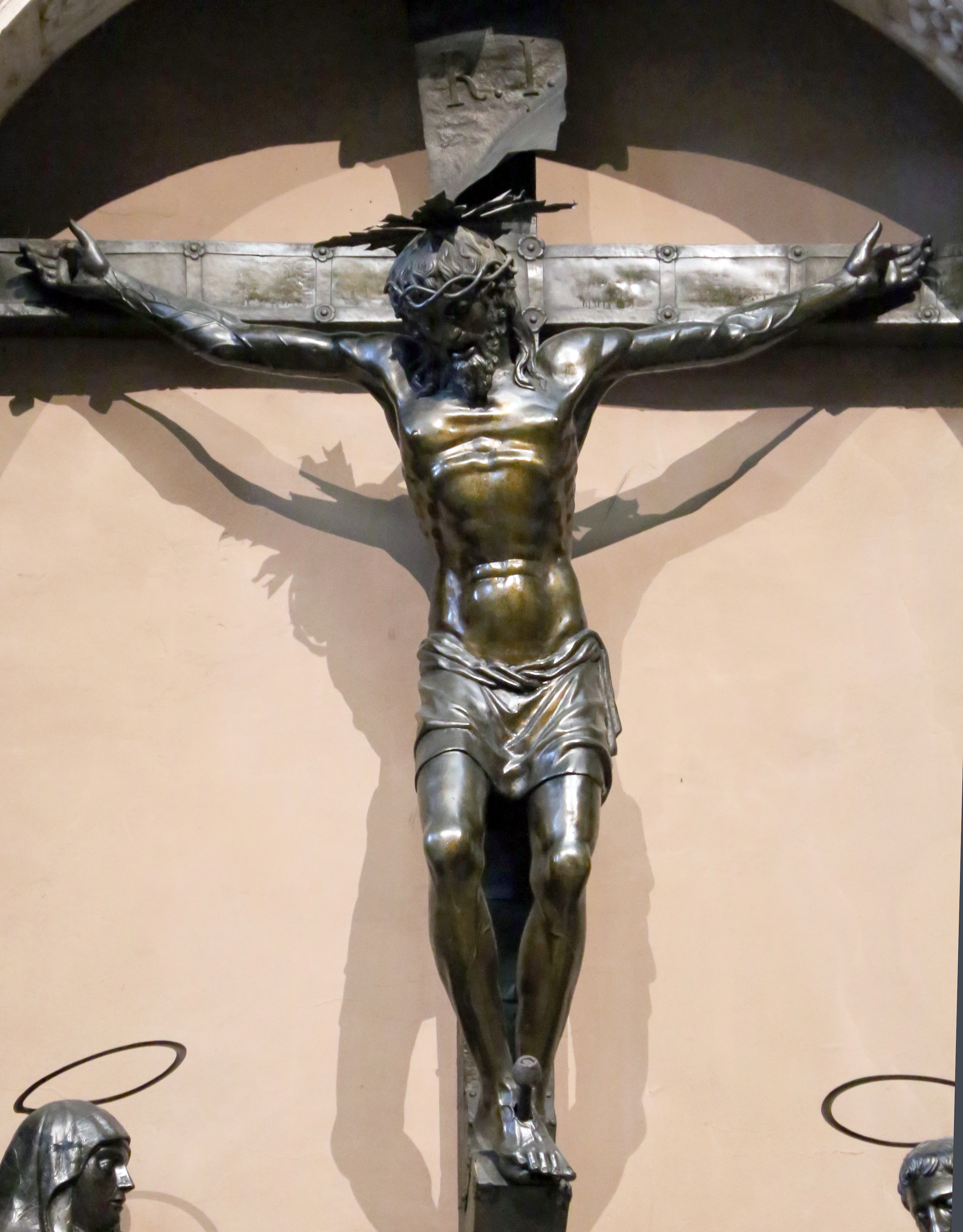
Cruzifix, Ferrara Dom

Niccolò Baroncelli († 1453 in Ferrara) war ein italienischer Bildhauer in der Renaissance.

## Leben
Es wird angenommen, dass Baroncelli in Florenz geboren wurde. Er war ein Schüler Filippo Brunelleschis, doch schuf er seine ersten eigenen Werke in Padua. In Ferrara, wo er bis an sein Lebensende blieb, schuf er das Pferd für das Denkmal des Herzog von Ferrara, Modena und Reggio, Niccolò III. d’Este, wofür er den Spitznamen Niccolo del Cavallo erhielt. Das bedeutendste erhalten gebliebene Werk Baroncellis ist der Gekreuzigte Christus zwischen Maria und Johannes im Dom von Ferrara. An dieser realistischer Bronzeplastik wird Donatellos Einfluss deutlich. Baroncellis Sohn Giovanni arbeitete als Bildhauer und Holzschnitzer in Ferrera.
| Personendaten    | Personendaten                              |
| ---------------- | ------------------------------------------ |
| NAME             | Baroncelli, Niccolò                        |
| ALTERNATIVNAMEN  | Cavallo, Niccolo del (Spitzname)           |
| KURZBESCHREIBUNG | italienischer Bildhauer in der Renaissance |
| GEBURTSDATUM     | 14. Jahrhundert oder 15. Jahrhundert       |
| STERBEDATUM      | 1453                                       |
| STERBEORT        | Ferrara                                    |